# Lamamá (Baños de Molgas)
Lamamá (llamada oficialmente San Cibrao de Lama Má) es una parroquia española del municipio de Baños de Molgas, en la provincia de Orense, Galicia.

## Toponimia
La parroquia también es conocida por los nombres de San Cibrao de Lamamá y San Ciprián de Lamamá.

## Organización territorial
La parroquia está formada por tres entidades de población:
- Calvelo
- Vilariño
- Xocín

## Demografía
| Gráfica de evolución demográfica de Lamamá entre 2000 y 2022 |
|                                                              |
| Datos según el nomenclátor publicado por el INE.             |